# ЦСКА (хоккейный клуб, Москва)
ЦСКА — российский хоккейный клуб из Москвы, выступающий в Континентальной хоккейной лиге. Основан в 1946 году под названием ЦДКА (Центральный дом Красной Армии). В 1951 году переименован в ЦДСА (Центральный дом Советской Армии), а в 1954 году в ЦСК МО (Центральный спортивный клуб Министерства обороны), под которым выступал до 1959 года, и с тех пор носит название ЦСКА.
Домашние матчи проводит на «ЦСКА Арене» (до мая 2018 года — в ЛДС ЦСКА им. В. М. Боброва).
Армейский клуб является самым титулованным клубом в истории отечественного и мирового хоккея. ЦСКА 37 раз выигрывал чемпионат страны, 12 раз брал кубок. На международной арене 20 раз из 20 возможных побеждал в Кубке европейских чемпионов. Провёл 37 игр против клубов НХЛ, в которых одержал 27 побед, дважды сыграл вничью и 8 проиграл. Кроме того, игроки и воспитанники клуба неоднократно становились чемпионами мира и Олимпийских игр, обладателями Кубка Канады, обладателями Кубка Стэнли.
Во времена КХЛ клуб выходил в финал шесть раз, выиграв 3 Кубка Гагарина (занимает по этому показателю первое место в лиге вместе с «Ак Барсом» и «Металлургом»): в 2019, 2022 и 2023 годах.

## История
Родословная армейского клуба берёт начало ещё со времён начала XX века, когда группа спортсменов-лыжников покинула «Московский клуб лыжников» (МКЛ) и организовала своё сообщество. 13 (26) июня 1911 года (заместителем внутренних дел?) князем Оболенским утверждён устав «Общества любителей лыжного спорта» (ОЛЛС). Кроме лыж в ОЛЛС развивали бокс, лёгкую атлетику, конькобежный спорт, футбол. 29 апреля 1923 года вышел приказ, согласно которому в системе главного управления общего обучения трудящихся (Всеобуч), создаётся опытно-показательная военно-спортивная площадка Всеобуча (ОППВ). С 1924 года в связи с ликвидацией Всеобуча, армейский спорт центр стал именоваться «Опытно-показательной площадкой военведа», тем не менее аббревиатура клуба осталась ОППВ. В 1928 году спортивный клуб переименовывается в ЦДКА (Центральный дом Красной армии). В 1936 году для участия в первом чемпионате страны по хоккею с мячом на базе ЦДКА создаётся новая команда. Клуб стремительно развивался, отличительной чертой были скоростные качества игроков.
В 1946 году для участия в первом чемпионате СССР Министерством обороны была создана команда уже по хоккею с шайбой. Основной костяк команды составляли игроки, выступающие за футбольную и бэндийную команду ЦДКА. Играющим тренером был назначен Павел Михайлович Коротков. 22 декабря матчами в Москве, Ленинграде, Риге, Каунасе и Архангельске взял старт первый чемпионат страны по хоккею с шайбой. Хоккей с шайбой для страны был новым и незнакомым видом спорта. Армейские спортсмены сравнительно быстро освоили этот вид спорта. Главным фаворитом первенства считалось рижское «Динамо», так как в Прибалтике ещё до войны играли в хоккей. На первом этапе 12 команд были разбиты на три подгруппы. Победители подгрупп выходили в финал, где разыгрывали награды чемпионата. Матчи в подгруппах проходили по однокруговой системе, в финале — в два круга. В финальном этапе все три призёра («Динамо» Москва, ЦДКА и московский «Спартак») набрали одинаковое число очков. Но по разнице забитых и пропущенных шайб «Динамо» оказалось выше конкурентов. Этот чемпионат ЦДКА завершил на втором месте.

### Эпоха Тарасова (1947—1974)
В 1947 году клуб возглавляет Анатолий Тарасов. С момента своего основания армейский клуб зарекомендовал себя одним из лидеров чемпионата. И если первый чемпионат был экспериментальным, то второй вышел полноценным без подгрупп. В нём приняло участие 10 команд, играли каждый с каждым в два круга. ЦДКА выиграл шестнадцать из восемнадцати матчей (поражение от «Спартака» 1:2 и ничья с «Динамо» 3:3). Нападающий ЦДКА Всеволод Бобров, который был главной звездой команды, забросил 52 шайбы в ворота противников. Этот рекорд продержался до сезона 1962/63.
К третьему чемпионату страны хоккеисты ЦДКА подошли в оптимальной форме и второй год подряд выиграли золото. В этом чемпионате к конкурентам в лице «Динамо» и «Спартака» добавились ещё две московские команды: «Крылья Советов» и ВВС.
Главными фаворитами четвёртого чемпионата считался звёздный ВВС, в который перебрался игрок ЦДКА Всеволод Бобров. Однако авиакатастрофа, которая произошла 7 января 1950 года возле Свердловска, унесла из жизни 11 игроков этого клуба, летевших на матч чемпионата. По случайности Бобров на игру не полетел. Четвёртый чемпионат страны вновь выиграла команда ЦДКА.
В сезоне 1950/1951 ВВС прервали трёхлетнюю победную серию армейцев. Впервые в истории ЦДКА закончил чемпионат без медалей. Из состава ЦДКА в стан лётчиков продолжали перебираться игроки — ушёл Григорий Мкртычан. В 1951 году команда переименовалась в ЦДСА (Центральный дом Советской армии), команда завоевала серебряные медали. В сезоне 1951/52 несмотря на то, что команда претерпела изменения в своём составе, ЦДСА без труда вместе «Крыльями Советов» преодолели барьер предварительного раунда, а в финальном турнире из шести команд команда одержала девять побед из десяти и вместе с ВВС набрала равное количество очков. 24 января 1952 года был проведён золотой матч, в котором армейцы уступили со счётом 2:3. В следующем сезоне ЦДСА вновь стал вторым, при этом одержал самую крупную победу в своей истории 23:0 над литовским «Кауна Аудиняй». В финале Кубка армейцы уступили динамовцам Москвы 2:3. В 1953 году, после своего последнего чемпионства ВВС был расформирован, и главными претендентами на победу были два коллектива, московские «Динамо» и ЦДСА. В итоге армейцы опять вторые. 22 марта 1954 года в финале Кубка СССР благодаря голам защитников Дмитрия Уколова, Ивана Трегубова и Николая Сологубова со счётом 3:2 одержали победу над «Крылышками» и впервые завоевали трофей. В 1954 году клуб изменяет название на ЦСК МО. Армейцы выигрывают впервые за пять лет чемпионат СССР и обыгрывают в финале Кубка «Динамо» 5:2, тем самым сделав золотой дубль. Команда повторит этот успех и в последующих двух сезонах. В 1956 году клуб устанавливает уникальный рекорд, выдав 100-процентный результат (28 побед в 28 играх). 50-е годы для клуба под руководством Тарасова считаются началом становления легендарной команды. В общей сложности в это десятилетие клуб пять раз выигрывал союзное первенство в сезонах 1949/1950, 1954/1955, 1955/1956, 1957/1958, 1958/1959. В 1956 году сборная СССР дебютировала на Олимпийских играх. В состав той команды входили многолетние лидеры ЦСК МО: Николай Пучков, Григорий Мкртычан, Иван Трегубов, Николай Сологубов, Генрих Сидоренков, Дмитрий Уколов, Всеволод Бобров, Виктор Шувалов, Евгений Бабич, Юрий Пантюхов. Сборная СССР, составленная преимущественно из игроков ЦСК МО, завоевала золотые медали, тем самым разрушив легенду о непобедимости канадцев. В 1959 году клуб переименовывается в ЦСКА (Центральный спортивный клуб армии).
В сезоне 1959/1960 чемпионат впервые был разыгран по системе плей-офф. Без особого труда пройдя до финала, ЦСКА в трёх матчевом противостоянии обыгрывает московское «Динамо» (10:4, 5:0, 5:1) и становится восьмикратным чемпион СССР. В 1961 году ЦСКА делает золотой дубль, выиграв чемпионат и возрождённый Кубок СССР (Кубок не проводился с 1956 года). В сезоне 1961/1962, не выиграв ни одной игры у своих главных конкурентов «Динамо» и «Спартака» (ставший в итоге главным раздражителем армейского клуба в то десятилетие), ЦСКА довольствовался лишь бронзовыми медалями, что в ту эпоху считалось провалом для клуба. До конца десятилетия ЦСКА выигрывает ещё пять чемпионатов: 1962/1963, 1963/1964, 1964/1965, 1965/1966, 1967/1968 и четыре кубка: 1966, 1967, 1968, 1969, уступая лишь в сезонах 1966/1967, 1968/1969 всё тому же «Спартаку». В те годы за армейцев выступало множество игроков в итоге ставших легендами отечественного хоккея, это — Рагулин, Кузькин, Иванов, Зайцев, Локтев, Александров, Волков, Фирсов, Альметов, Ромишевский, Полупанов, Викулов, Мишаков, Моисеев, Ионов.

### Локтев и первые игры с профессионалами НХЛ
После того как Тарасов покинул команду в 1974 году на тренерском мостике его сменил бывший нападающий ЦСКА Константин Локтев, который возглавлял команду в течение трёх лет. В это время состоялась первая серия игр между клубами СССР и командами НХЛ. В Суперсерии 1975/1976 соперниками ЦСКА стали «Нью-Йорк Рейнджерс» (победа москвичей со счётом 7:3), «Монреаль Канадиенс» (ничья 3:3), «Бостон Брюинз» (победа ЦСКА 5:2) и «Филадельфия Флайерз» (нанесли ЦСКА единственное поражение в серии со счётом 1:4). Под руководством Локтева ЦСКА продолжил одерживать победы и в чемпионате СССР, выигрывая первенство в 1975 и 1977 годах.

### У руля Тихонов (1977—1996)
1 июня 1977 года во главе ЦСКА встал Виктор Тихонов, тренировавший ранее рижское «Динамо», а до того работавший вторым тренером московского «Динамо». За шесть дней до прихода в ЦСКА Тихонов также возглавил и сборную СССР. Эпоха Тихонова стала вторым «золотым» периодом не только ЦСКА, но и всего отечественного хоккея.
В 1970-е годы (ещё при Тарасове) в ЦСКА сформировалась уникальная по своему мастерству и таланту тройка нападения Борис Михайлов (капитан клуба и сборной, за карьеру забил 652 шайбы и установил рекорд по набранным очках в первенствах СССР), Владимир Петров и Валерий Харламов. В первом же сезоне под руководством Тихонова ЦСКА стал чемпионом, и с тех пор не сдавал позиций в чемпионате СССР до 1990 года, когда чемпионом стало московское «Динамо». На протяжении этого же временного промежутка «армейцы» доминировали и в Кубке Европы. Олицетворением ЦСКА того времени были Борис Александров, Виктор Жлуктов, Сергей Бабинов, Сергей Макаров, Владимир Крутов, Игорь Ларионов, Вячеслав Фетисов, Вячеслав Быков, а также легендарный вратарь Владислав Третьяк и ряд других ярких игроков. Хоккеисты ЦСКА составляли основу сборной СССР, которая также доминировала на международном уровне. В 1980-е годы армейцы также провели несколько Суперсерий с командами НХЛ, из которых каждый раз выходили суммарно победителями.
После распада СССР ЦСКА значительно сдал лидирующие позиции, уступив пальмы первенства другим командам. Однако несмотря на непростые времена армейский клуб продолжил выращивать молодых талантов, среди которых был Павел Буре.
1992 год ознаменовался началом «чёрного» десятилетия ЦСКА: безденежье, развал команды, конфликт Тихонова и Гущина с начальником ЦСКА Барановским, раскол ЦСКА на две команды, отсутствие высоких результатов, борьба за выживание, суды между двумя командами. Десятилетие завершилось в 2002 году объединением двух команд ЦСКА в одну, завершением тяжб клубов между собой и началом стабильного финансирования «армейского» коллектива.
В межсезонье 1992 года «армейскую» команду покинули все лидеры, а Министерство обороны уже Российской Федерации, находясь в тяжелейшем финансовом и организационном положении, не могло оказать своей штатной команде ровным счётом никакой помощи. «Армейский» хоккей рухнул. Сезон 1992/93 стал одни из двух «чёрных» сезонов в истории ЦСКА. Команда заняла предпоследнее место в первом чемпионате Межнациональной хоккейной лиги, и, казалось, что для хоккейного клуба скоро все кончится печально. Однако в июле 1993 года состоялось неожиданное событие. Хоккейный клуб ЦСКА подписал договор о сотрудничестве с Хоккейным клубом НХЛ «Питтсбург Пингвинз». Хозяева «Пингвинов», входившие со своим бизнесом на зарождающийся российский рынок, приняли решение продвигаться в Россию через хоккей. И лучшего кандидата, чем ЦСКА, придумать не могли. Благодаря деньгам «Пингвинов», ЦСКА постепенно начал оживать. Безусловно, сотрудничество носило обоюдовыгодный характер. Хозяева «Питтсбурга» получали некоторые привилегии в отношении перехода воспитанников «армейского» клуба в свою организацию. Была учреждена команда «Русские Пингвины», в составе которой игроки ЦСКА в феврале 1994 года провели серию матчей против команд {нп|Международная хоккейная лига (1945—2001)|Международной хоккейной лиги|en|International Hockey League (1945–2001)}}.
Но в целом, сотрудничество двух клубов помогло ЦСКА преодолеть финансовый кризис. Американцы организовали в ЦСКА современную маркетинговую службу, пресс-службу. Был принят новый логотип клуба — Пингвин в майке ЦСКА, хотя на форме сохранялся и исконный «армейский» щиток. Матчи ЦСКА сопровождались шоу. Впервые в России была введена церемония поднятия именных стягов великих ветеранов клуба. Трибуны ЛДС ЦСКА практически всегда заполнялись до отказа.
Однако в 1996 году все резко прекратилось. Конфликт, зревший между начальником ЦСКА Александром Барановским и руководством ХК ЦСКА вырвался наружу и в апреле 1996 года хоккейный клуб фактически раскололся на два клуба.
В 1996 году Тихонов покинул команду, завершив тем великую эпоху в истории отечественного хоккея.

### Чемпионат России
19 апреля 1996 года Министр обороны России Павел Грачёв уволил из ЦСКА в запас главного тренера Виктора Тихонова и генерального директора Валерия Гущина. Тихонова на посту главного тренера сменил рулевой ЦСКА-2 Александр Волчков, вторым тренером был назначен начальник СДЮШОР ЦСКА Сергей Гимаев, начальником команды стал Главный тренер Вооружённых сил МО РФ Виктор Жлуктов. Инициатор отставки Тихонова и Гущина, начальник ЦСКА Александр Барановский, мотивировал свои решения, одобренные Министром обороны России, тем, что Тихонов и Гущин, во-первых, незаконно приватизировали ЛДС ЦСКА в 1992 году на 50 лет, во-вторых, низкими результатами ЦСКА в чемпионатах МХЛ, и, в-третьих, застоем на тренером мостике команды (на момент отставки Тихонов находился на посту главного тренера ЦСКА уже 19 лет), отсутствием новых тренерских идей, шлагбаумом на пути новых главных тренеров.
Однако ни Тихонов, ни Гущин, не согласились с решениями Министра обороны, и своей отставки не признали. Сохраняя права на бренд «ЦСКА», и на частную фирму ТОО «ХК ЦСКА», как раз и владевшей брендом, учреждённую в 1993 году для проведения коммерческой деятельности, уже бывшие руководители клуба заявили «ХК ЦСКА» в качестве участника образовавшейся Российской Хоккейной Лиги. Совет РХЛ, по итогам прений, принял решение о включении в соревнования среди команд Суперлиги именно тихоновский «ХК ЦСКА».
14 мая 1996 года, после учреждения акционерного общества «ПХК ЦСКА» (президент — Виктор Жлуктов), которому Министерство обороны передало права на бренд «ЦСКА», хоккейный ЦСКА фактически разделился на две команды, ХК ЦСКА и ЦСКА. Из-за конфликта двух команд уехал за океан молодая звезда Самсонов. В одной команде — ХК ЦСКА — выступали вернувшиеся из-за океана Касатонов, Михайловский, а также бывшие лидеры ЦСКА — Романов, Жашков и вернувшийся по ходу сезона Валентин Морозов. В штатной команде ЦСКА остались Лещёв, Кваша, Петрунин, Стельнов, Турковский и прочие игроки.
«ХК ЦСКА» провёл сезон в Суперлиге, первый круг команда завершила на третьем месте Западной конференции. ЦСКА провёл сезон дивизионом ниже, без проблем разбираясь почти со всеми соперниками, и по итогам первенства вышел в Суперлигу.
В межсезонье из-за финансовых проблем команду Тихонова покинули почти все ведущие игроки, усилился клуб разве только Старостенко и Покотило. Команду Волчкова пополнил Вязьмикин.
В сезоне 1997/98 в Суперлиге РХЛ выступали два ЦСКА. Между командами состоялось два дерби, победу в которых оба раза одержал ЦСКА Волчкова (3:2 и 2:1). По итогам сезона 1997/98 ЦСКА сохранил прописку в Суперлиге, «ХК ЦСКА» же вылетел в Высшую лигу, где провёл следующие 4 сезона, вдобавок именуясь два сезона «ХК Москва». Тогда же, в 1998 году, Виктор Тихонов предпринял первые шаги к объединению двух клубов, пытаясь действовать через Министра обороны РФ Сергеева, однако его инициатива не увенчалась успехом. Аналогичные шаги к объединению команд принимал и начальник «большого» ЦСКА Александр Барановский. Однако из-за личной неприязни противоборствующих сторон объединения не состоялось.
В 1998 году ЦСКА в качестве Президента и главного тренера возглавил прославленный Борис Михайлов. Финансирование «армейцев» взяли на себя структуры Михаила Прохорова. Руководить «армейцами» стал «ЦСКА-Холдинг», получивший право на бренд «ЦСКА» от «большого» ЦСКА до мая 2002 года, и ставший акционером ПХК ЦСКА («ЦСКА-Холдинг» руководил баскетбольным клубом ЦСКА, хоккей же получил в нагрузку). «Большой» ЦСКА, таким образом, подтвердил ещё раз, что в его структуре действует лишь одна штатная команда. Однако «армейцам» это не помогло. Команда на ближайшие два сезона твёрдо обосновалась в середняках, а в сезоне 2000/01 оказалась на грани вылета из Суперлиги. Вынужденная замена Бориса Михайлова на Владимира Крутова помогла ЦСКА остаться в элите, однако несостоявшееся объединение с «ХК ЦСКА» в межсезонье 2001 привело команду к катастрофическим последствиям. Провалив селекцию, ЦСКА провёл второй после 1992 года «чёрный» сезон в своей истории. Как итог, предпоследнее место, вылет из Суперлиги со всем перспективами. Однако было бы счастье, да несчастье помогло. «ХК ЦСКА» в сезоне 2001/02, несмотря на ряд громких скандалов, связанных с «призывом» в армию, то бишь в «ХК ЦСКА» по линии Минобороны двух игроков омского «Авангарда» — Свитова и Чистова, а также с деятельностью Главной военной прокуратуры, постановившей считать незаконным использование бренда «ЦСКА» командой «ХК ЦСКА», незаконным пребывание «ХК ЦСКА» в ЛДС ЦСКА, и незаконным соглашение ООО «ХК ЦСКА» с ЛДС ЦСКА об аренде ледового дворца «ХК ЦСКА» на 49 лет. В общем, опуская подробности, пройдя через скандалы, но получив хорошее финансовое подкрепление от структур Евгения Гинера, «ХК ЦСКА» всё-таки выиграл турнир Высшей лиги и вошёл в Суперлигу.
Ситуация с расколом дошла до конечной фазы, и существование двух «армейских» команд в двух лигах уже не было выгодно никому. В середине марта 2002 года, сразу же после окончания сезона в Суперлиге, президент ФК ЦСКА Евгений Гинер выкупил у «ЦСКА-Холдинга» акции ПХК ЦСКА. Болельщики «армейцев», затаив дыхание, ждали развязки. Наконец, 1 августа 2002 года два клуба объединились. ЦСКА сохранил прописку в Суперлиге, а «большой» ЦСКА с лёгким сердцем передал право использования своего бренда одной единственной команде. Во многом объединению поспособствовали Е. Гинер и М. Прохоров. Президентом и Главным тренером ЦСКА был назначен Виктор Васильевич Тихонов, Вице-президентом и генеральным менеджером — Валерий Гущин. Президент ЦСКА в 2001—2002 гг. Виктор Жлуктов ушёл на пенсию. Игорь Брусиловский занял должность генерального директора, а Кирилл Фастовский, занимавший до того пост генерального директора ЦСКА, — спортивного директора. Владимир Семёнов, возглавивший ЦСКА в межсезонье, в новый тренерский штаб не вошёл.
В августе 2002 года Виктор Тихонов сформировал новую команду, в основном, из игроков двух команд. Из ЦСКА Виктор Васильевич пригласил 8 игроков: вратаря Олега Шевцова, защитников — Илью Бякина, Павла Траханова, Максима Великова, нападающих — Александра Дроздецкого, Алексея Колкунова, Раиля Муфтиева и Александра Зевахина (вернулся в ЦСКА из Северной Америки по ходу сезона 2002/03), из «ХК ЦСКА» Тихонов взял 14 игроков: вратаря Ильдара Мухометова, защитников — Дмитрия Космачёва, Андрея Мухачёва, Николая Сёмина, Вадима Хомицкого, нападающих — Николая Пронина, Игоря Емелеева, Сергея Мозякина, Максима Осипова, Сергея Конькова, Альберта Лещёва, Александра Полушина, Сергея Лучинкина, Владимира Горбунова. Кроме того, тренерский штаб команды укрепил состав несколькими новобранцами, включая двух иностранцев — вратарём Душаном Салфицки и защитником Милославом Гуренем. Сезон 2002/2003 ЦСКА завершил на 10 месте. Причём судьбы команды в Суперлиге решилась в третьем круге чемпионата, когда «армейцы» выдали 7-матчевую выигрышную серию, одолев всех прямых конкурентов по борьбе за выживание в сильнейшем хоккейном дивизионе страны. В команде выделялись Алексей Колкунов, Сергей Мозякин и Александр Дроздецкий, а также молодые талантливые хоккеисты Николай Жердев и Алексей Шкотов.
Сезон 2003/2004 болельщики «красно-синих» встречали с неподдельным оптимизмом. Уже межсезонье дало повод руководству ЦСКА ставить перед командой задачу попадания в плей-офф. Но по ходу сезона клуб постоянно пробуксовывал, попутно отбиваясь от регулярных скандалов. Побег за океан Николая Жердева, увольнение из тренерского штаба Василия Тихонова, неудачно руководившего командой во время болезни Виктора Тихонова, смазанная вторая половина чемпионата, конфликт Тихонова с ведущим центрфорвардом команды Андреем Разиным. В результате армейцы вновь заняли 10 место, после чего руководство ЦСКА приняло решение о смене главного тренера.
В апреле 2004 года главным тренером ЦСКА стал легенда армейского клуба Вячеслав Быков, работавший до этого ассистентом главного тренера ХК «Фрибур» (главный тренер — Евгений Попихин). Быков всячески пытался раскачать команду, привить ей психологию победителя. По ходу чемпионата, в связи с локаутом в Национальной хоккейной лиге, армейцы укрепились выдающимися мастерами — Александром Фроловым, Николаем Жердевым, Олегом Сапрыкиным. В ударном звене играл центрфорвард Андрей Николишин. Но результат так и не приходил. Кадровые коррективы, вносимые в команду Вячеславом Аркадьевичем, положительных итогов ЦСКА не принесли. В итоге, в первом сезоне под руководством нового тренера команда выступила неудачно, заняв привычное уже 10 место, и не попала в плей-офф.
В адрес Вячеслава Быкова посыпались критические стрелы от болельщиков и прессы. Руководство же ЦСКА рассматривало на место главного тренера несколько кандидатур — Петра Воробьёва, Владимира Юрзинова, Анатолия Богданова. В итоге выбора пал на главного тренера «Лады» Петра Воробьёва. Однако за Быкова заступился руководитель Федерального агентства по физической культуре и спорту Вячеслав Фетисов. Именно Фетисов защитил Быкова от отставки и настоял на продолжении им работы в ЦСКА. Манёвр Фетисова способствовал серьёзным кадровым перестановкам в ЦСКА. Вместо Евгения Гинера куратором ЦСКА стал Михаил Прохоров. Гинер увёл из клуба своего представителя — генерального директора Игоря Брусиловского. Сразу же от руководства клубом была отстранена управленческая команда Виктора Тихонова. Посты покинули вице-президент и генеральный менеджер Валерий Гущин, начальник команды Борис Длугач, тренер первой команды Владимир Попов и друге. Новым генеральным директором был назначен Кирилл Фастовский, занимавший в ЦСКА пост спортивного директора.
В межсезонье 2005 года Вячеслав Быков отчислил игроков, составлявших костяк команды в предыдущие три сезона (Пронин, Емелеев, Горбунов, Полушин, Аншаков и т. д.), решив, таким образом, главный вопрос, связанный с построением своей собственной команды. Главный тренер «армейцев» сформировал новую команду, сообразно своему видению. И результат не заставил себя ждать. Сезоне 2005/2006 ЦСКА провёл выше всяких похвал, заняв в «регулярке» 5 место и вышел в плей-офф впервые с 2000 года. В межсезонье 2006 года тренеры ЦСКА Вячеслав Быков и Игорь Захаркин возглавили сборную России.
В 2007 году команда впервые вышла в полуфинал плей-офф чемпионата России и могла побороться за золотые медали, однако в упорной борьбе уступила «Ак Барсу».
В сезоне 2007/08 команда ЦСКА впервые заняла третье место в регулярном чемпионате. В плей-офф же, уверенно переиграв команду «Трактор» (счёт в серии 3:0), затем снова уступила «Ак Барсу», на этот раз всухую, и осталась без медалей.

### КХЛ
В первом сезоне в составе Континентальной хоккейной лиги ЦСКА выиграл дивизион Тарасова, но в плей-офф с трудом обыграл «Ладу» (3-2 по сумме встреч) и всухую проиграл «Динамо» (0-3). В конце сезона тренерский тандем Быков-Захаркин покинул команду, аргументировав своё решение желанием сосредоточиться на работе в сборной России, однако уже через несколько недель подписали контракт с командой «Салават Юлаев», таким образом продолжив совмещать работу в сборной и в клубе.
ЦСКА вновь стоял на пороге изменений. В течение апреля шли активные поиски нового главного тренера. На этот раз серьёзно рассматривались кандидатуры Андрея Хомутова и Владимира Юрзинова-младшего. Однако вместо замены тренеров произошли изменения в клубе.
29 апреля 2009 года новым президентом ЦСКА был назначен Вячеслав Фетисов, который поставил перед командой «самые серьёзные задачи». Виктор Тихонов перешёл на позицию Почётного президента, а генеральный директор Кирилл Фастовский покинул клуб. Для достижения целей на должность главного тренера и генерального менеджера был приглашён Сергей Немчинов. Тем не менее, многие игроки отказались продлевать контракты с армейским клубом. Под руководством нового тренера команда не блистала, результаты были далеки от намеченных целей. В сезоне 2010/11 ЦСКА занял 19 место в регулярном чемпионате и не попал в плей-офф.
Перед началом сезона 2011/12 новым главным тренером стал Юлиус Шуплер, Сергей Немчинов сохранил должность генерального менеджера. В регулярном чемпионате команда ЦСКА заняла 8-е место в западной конференции и вышла в плей-офф, где в первом раунде в пяти матчах уступила СКА. По ходу сезона новым владельцем клуба стала российская государственная нефтяная компания «Роснефть». Президент Вячеслав Фетисов не смог найти общий язык с новыми хозяевами и со скандалом покинул свой пост, назвав генерального менеджера Немчинова «слабым тренером, слабым менеджером и слабым человеком».
15 мая 2012 года в клубе произошли серьёзные изменения: новым главным менеджером был назначен Сергей Фёдоров, главным тренером — Валерий Брагин, генеральным директором — Игорь Есмантович. Сформирован наблюдательный совет, председателем которого стал И. И. Сечин. В состав наблюдательного совета также вошли В. В. Тихонов, Э. Ю. Худайнатов, М. В. Мишустин, В. А. Быков. И в следующем же сезоне ЦСКА впервые с сезона 2008/09 занял первое место в дивизионе и вышел во второй раунд плей-офф. Также клуб впервые занял второе место в конференции по итогам регулярного чемпионата.
Летом 2014 года новым главным тренером был назначен Дмитрий Квартальнов. Под его руководством команда победила в регулярном чемпионате КХЛ и получила золотые медали чемпионата России впервые за 26 лет. В плей-офф команда в первых 12 матчах одержала 11 побед, тем самым повторив рекорд турнира, установленный московским «Динамо». В сезоне 2015/16, 2016/17 ЦСКА вновь выиграл Кубок Континента, став первым клубом в истории, который брал этот трофей трижды подряд, а позже и первым победителем регулярного сезона, вышедшим в финал Кубка Гагарина. В сезоне 2017/18 регулярный чемпионат команда закончила на 2 месте, затем дойдя до финала плей-офф, где проиграла «Ак Барсу».
В сезоне 2018/19 в регулярном чемпионате в конференции и общей таблице клуб занял 1-е место, а также выиграл Кубок Гагарина, обыграв в финале «Авангард», став первым клубом, выигравшим Кубок Континента и Кубок Гагарина в одном сезоне. В сезоне 2021/22 ЦСКА выиграл второй Кубок Гагарина в своей истории, обыграв в финале в семи матчах магнитогорский «Металлург». В сезоне 2022/23 ЦСКА победил в семи матчах казанский «Ак Барс», тем самым выиграв третий Кубок Гагарина в истории и второй подряд.
После неудачно проведённого сезона 2023/24, в котором в первом раунде ЦСКА проиграл ярославскому «Локомотиву» в пяти играх, в клубе началась перестройка, в рамках которой команду покинул главный тренер Сергей Фёдоров, а также лидеры чемпионских сезонов Андрей Светлаков, Сергей Плотников, Антон Слепышев, Даррен Диц и Михаил Григоренко. Новым главным тренером стал Илья Воробьёв.

## Поддержка вторжения России в Украину
На старте сезона 2023/24 ЦСКА принимал на правах действующего чемпиона на своей площадке серебряного призёра чемпионата — «Ак Барс». На разминку перед матчем армейская команда вышла в форме, посвящённой батальону «Эспаньола» — формированию ВС РФ, состоящему преимущественно из футбольных фанатов, придерживающихся неонацистских взглядов. Помимо нетипичной для клуба формы чёрного основного цвета, в котором команда провела и сам матч открытия сезона, на форме присутствовали символы вторжения российских войск в Украину. В официальных социальных сетях клуба выход армейцев в альтернативной форме описывался так:
«Эспаньола» — уникальное формирование, в рядах которого сражаются спортивные фанаты со всей России. Мужество и отвага этих героев служат примером для каждого гражданина нашей страны. Друзья! Мы все стоя аплодируем бойцам «Эспаньолы», настоящим патриотами героям России!
Представители «Эспаньолы» также были приглашены на лед перед матчем с «Ак Барсом».

## История выступлений
В сезоне 1951/1952 был проведён одноматчевый финал.
Матч серии 1/4 финала плей-офф КХЛ сезона 2017/2018 с «Йокеритом» стал самым длинным в 10-летней истории КХЛ и отечественного хоккея. Его продолжительность составила 142 минуты 9 секунд.
 И — количество проведённых игр, В — выигрыши в основное время, ВО — выигрыши в овертайме, ВБ — выигрыши в послематчевых буллитах, ПО — проигрыши в овертайме, ПБ — проигрыши в послематчевых буллитах, П — проигрыши в основное время, О — количество набранных очков, Ш — соотношение забитых и пропущенных голов, РС — место по результатам регулярного сезона. В сезоне 2018-19 за победу стали начислять не 3 очка а 2. Золотым и серебряным цветом выделены победный сезон в кубке Гагарина и сезоны когда команда играла в финале. 
| Сезон   | И   | В   | ВО | ВБ | ПБ | ПО | П   | О    | Ш         | РС | Результаты серий с соперниками в плей-офф                                     | Результат в плей-офф                                                          |
| ------- | --- | --- | -- | -- | -- | -- | --- | ---- | --------- | -- | ----------------------------------------------------------------------------- | ----------------------------------------------------------------------------- |
| 2008/09 | 56  | 27  | 4  | 3  | 7  | 4  | 11  | 106  | 176-141   | 4  | 3-2 Лада, 0-3 Динамо М                                                        | Проиграли в 1/4 финала                                                        |
| 2009/10 | 56  | 22  | 3  | 5  | 4  | 1  | 21  | 87   | 148-135   | 12 | 0-3 ХК МВД                                                                    | Проиграли в 1/8 финала                                                        |
| 2010/11 | 54  | 13  | 0  | 7  | 4  | 2  | 28  | 59   | 136-169   | 19 | В плей-офф не вышли                                                           | В плей-офф не вышли                                                           |
| 2011/12 | 54  | 19  | 3  | 0  | 7  | 0  | 25  | 70   | 119-129   | 18 | 1-4 СКА                                                                       | Проиграли в 1/8 финала                                                        |
| 2012/13 | 52  | 23  | 5  | 8  | 1  | 0  | 15  | 96   | 151-109   | 6  | 4-0 Лев, 1-4 Динамо М                                                         | Проиграли в 1/4 финала                                                        |
| 2013/14 | 54  | 25  | 2  | 5  | 1  | 1  | 20  | 91   | 130-118   | 7  | 0-4 СКА                                                                       | Проиграли в 1/8 финала                                                        |
| 2014/15 | 60  | 39  | 4  | 6  | 1  | 1  | 9   | 139  | 207-98    | 1  | 4-0 Сочи, 4-1 Йокерит, 3-4 СКА                                                | Финал конференции                                                             |
| 2015/16 | 60  | 38  | 2  | 3  | 2  | 1  | 14  | 127  | 163-87    | 1  | 4-0 Слован, 4-1 Торпедо, 4-0 СКА, 3-4 Металлург                               | Финал Кубка Гагарина                                                          |
| 2016/17 | 60  | 41  | 2  | 1  | 7  | 1  | 8   | 137  | 183-110   | 1  | 4-0 Йокерит, 2-4 Локомотив                                                    | Проиграли в 1/4 финала                                                        |
| 2017/18 | 56  | 35  | 5  | 4  | 0  | 1  | 11  | 124  | 175-89    | 2  | 4-0 Спартак, 4-2 Йокерит, 4-2 СКА, 1-4 Ак Барс                                | Финал Кубка Гагарина                                                          |
| 2018/19 | 62  | 43  | 5  | 5  | 0  | 0  | 9   | 106  | 191-75    | 1  | 4-0 Витязь, 4-1 Динамо М, 4-3 СКА, 4-0 Авангард                               | Выиграли Кубок Гагарина                                                       |
| 2019/20 | 62  | 40  | 3  | 2  | 1  | 3  | 13  | 94   | 202-99    | 1  | 4-0 Торпедо                                                                   | Плей-офф прекращён после стадии 1/8 финала в связи с пандемией COVID-19       |
| 2020/21 | 60  | 34  | 5  | 4  | 2  | 3  | 12  | 91   | 182-121   | 1  | 4-0 Спартак, 4-3 Локомотив, 4-2 СКА, 2-4 Авангард                             | Финал Кубка Гагарина                                                          |
| 2021/22 | 47  | 18  | 8  | 3  | 1  | 4  | 13  | 63   | 120-107   | 7  | 4-0 Локомотив, 4-0 Динамо М, 4-3 СКА, 4-3 Металлург                           | Выиграли Кубок Гагарина                                                       |
| 2022/23 | 68  | 33  | 8  | 2  | 3  | 5  | 17  | 94   | 214-162   | 2  | 4-3 Северсталь, 4-3 Локомотив, 4-2 СКА, 4-3 Ак Барс                           | Выиграли Кубок Гагарина                                                       |
| 2023/24 | 68  | 30  | 3  | 1  | 1  | 7  | 26  | 76   | 193-166   | 13 | 1-4 Локомотив                                                                 | Проиграли в 1/8 финала                                                        |
| 2024/25 | 68  | 30  | 3  | 5  | 3  | 6  | 21  | 85   | 194-170   | 11 | 2-4 Динамо Мн                                                                 | Проиграли в 1/8 финала                                                        |
| Всего   | 997 | 425 | 44 | 55 | 39 | 28 | 231 | 1397 | 2368-1695 | —  | В плей-офф кубка Гагарина участвовали 16 раз. Счёт (победы/поражения): 107-69 | В плей-офф кубка Гагарина участвовали 16 раз. Счёт (победы/поражения): 107-69 |

## Противостояния
Самые принципиальные соперники — «Спартак» (Московское дерби), петербургский СКА (Армейское дерби).

## Достижения и рекорды

### Национальные
Чемпионат СССР / СНГ / России:
- Чемпион (37, рекорд) — 1947/1948, 1948/1949, 1949/1950, 1954/1955, 1955/1956, 1957/1958, 1958/1959, 1959/1960, 1960/1961, 1962/1963, 1963/1964, 1964/1965, 1965/1966, 1967/1968, 1969/1970, 1970/1971, 1971/1972, 1972/1973, 1974/1975, 1976/1977, 1977/1978, 1978/1979, 1979/1980, 1980/1981, 1981/1982, 1982/1983, 1983/1984, 1984/1985, 1985/1986, 1986/1987, 1987/1988, 1988/1989, 2014/2015, 2018/2019, 2019/2020[23], 2021/2022, 2022/2023
- Вице-Чемпион (14) — 1946/1947, 1951/1952, 1952/1953, 1953/1954, 1956/1957, 1966/1967, 1968/1969, 1973/1974, 1975/1976, 1989/1990, 1991/1992, 2015/2016, 2017/2018, 2020/2021
- Бронзовый призёр — 1961/1962.

Кубок СССР
- Обладатель (12, рекорд) — 1954, 1955, 1956, 1961, 1965/66, 1966/67, 1967/68, 1968/69, 1972/73, 1977, 1979, 1986/88.
- Финалист (2) — 1953, 1976.

Высшая Лига
- Чемпион — 1996/97

### Континентальная хоккейная лига
Кубок Гагарина
- Обладатель (3): 2018/2019, 2021/2022, 2022/2023
- Финалист (3): 2015/2016, 2017/2018, 2020/2021
- Бронзовый призёр: 2014/2015

 Кубок Континента
- Обладатель (6, рекорд): 2014/2015, 2015/2016, 2016/2017, 2018/2019, 2019/2020, 2020/2021

Кубок Открытия
- Обладатель (2): 2015, 2022

Кубок Западной конференции
- Обладатель (5, рекорд): 2015/2016, 2017/2018, 2018/2019, 2020/2021, 2021/2022

### Международные
Кубок Европы
- Обладатель (20, рекорд) — 1969, 1970, 1971, 1972, 1973, 1974, 1976, 1978, 1979, 1980, 1981, 1982, 1983, 1984, 1985, 1986, 1987, 1988, 1989, 1990

Кубок Шпенглера
- Обладатель — 1991
- Финалист — 2013

Межконтинентальный Кубок
- Обладатель — 1971/72[24]

Международный турнир на приз газеты «Советский спорт»
- Победитель (11) — 1957, 1958, 1961, 1962, 1965, 1966, 1968, 1969, 1971, 1972, 1973

Юношеский турнир President cup в городе Тршинец (Чехия)
- Победитель (4, рекорд) — 2015/2016, 2017/2018, 2018/2019, 2019/2020

### Турниры Вооружённых сил
Спартакиада дружественных армий (СКДА)
- Победитель (2) — 1961, 1979[25]
- Серебряный призёр — 1977[25]

Первенство Вооружённых сил СССР 
- Чемпион (6) — 1970, 1977, 1978, 1982, 1984, 1987
- Серебряный призёр (4) — 1967, 1969, 1975, 1976
- Бронзовый призёр (2) — 1972, 1983

 Международный турнир команд Вооружённых сил
- Победитель — 1962[26]

### Межсезонные
- Обладатель Кубка Спартака — 2003
- Обладатель Кубка Руди Хити — 2001
- Обладатель Кубка мэра Москвы — 2010, 2011, 2013, 2017, 2022, 2024
- Победитель Мемориала Павла Забойника — 2004
- Обладатель Кубка Паюлахти — 2005
- Обладатель Trojka Energy Trophy — 2010
- Обладатель Кубка Кассовия — 2011
- Победитель турнира Hockeyades (Vallé de Joux) — 2017, 2018
- Самая крупная победа — 23:0 (над каунасским «Спартаком» — 1952/53)
- Самое крупное поражение — 5:14 (от московского «Динамо» — 1961/62)

## Главные тренеры
- Павел Коротков (1946—1947)
- Анатолий Тарасов (1947 — 28.12.1960)
- Александр Виноградов (02.01.1961 — 31.05.1961)
- Евгений Бабич (01.06.1961 — 22.11.1961)
- Анатолий Тарасов (22.11.1961 — 31.05.1970)
- Борис Кулагин (01.06.1970 — 17.11.1970)
- Анатолий Тарасов (17.11.1970 — 20.05.1974)
- Константин Локтев (20.05.1974 — 21.05.1977)
- Виктор Тихонов (01.06.1977 — 19.04.1996)
- Александр Волчков (19.04.1996 — 17.04.1998)
- Борис Михайлов (17.04.1998 — 24.01.2000)
- Владимир Крутов (24.01.2001 — 15.05.2001 (и. о.), 15.05.2001 — 08.12.2001)
- Ирек Гимаев (08.12.2001 — 13.06.2002 (и. о.)
- Владимир Семёнов (13.06.2002 — 01.08.2002)[источник не указан 627 дней]
- Виктор Тихонов (01.08.2002 — 28.04.2004)
- Вячеслав Быков (28.04.2004 — 06.04.2009)
- Сергей Немчинов (26.05.2009 — 31.03.2011)
- Юлиус Шуплер (31.03.2011 — 22.02.2012)
- Вячеслав Буцаев (22.02.2012 — 15.05.2012 (и. о.))
- Валерий Брагин (15.05.2012 — 15.12.2012)
- Вячеслав Буцаев (17.12.2012 — 23.02.13 (и. о.), 23.02.2013 — 25.06.2013)
- Джон Торчетти (25.06.2013 — 17.04.2014)
- Дмитрий Квартальнов (18.04.2014 — 23.03.2017)
- Игорь Никитин (24.05.2017 — 14.07.2021, 17.06.2025 — н. в.)
- Сергей Фёдоров (14.07.2021 — 27.03.2024)
- Илья Воробьёв (27.03.2024 — 29.04.2025)

## Домашняя арена
Летом 2012 года было объявлено о планах строительства новой арены на 20—22 тысячи мест в подмосковном Красногорске, в районе Павшинской поймы. В середине 2014 года Градостроительно-земельная комиссия под руководством московского мэра Сергея Собянина предоставила «Роснефти» земельный участок в южной части Мнёвниковской поймы в районе Крылатского для строительства многофункционального комплекса ЦСКА: дворца спорта, дополнительный каток, база хоккейного клуба, академия — хоккейная СДЮШОР и интернат.
В 2018 году было объявлено, что ЦСКА сменил домашнюю ледовую арену на новую, в районе станции метро Автозаводская (в Парке Легенд), которая получила название — ЦСКА Арена.

## Команда

### Наблюдательный совет
- Председатель совета  — Сечин Игорь Иванович

Члены совета:
- Худайнатов Эдуард Юрьевич
- Акимов Андрей Игоревич
- Бокарев Андрей Рэмович
- Ковальчук Борис Юрьевич
- Третьяк Владислав Александрович
- Михайлов Борис Петрович
- Фёдоров Сергей Викторович
- Буре Павел Владимирович

### Руководство
- Президент — Есмантович Игорь Вячеславович
- Спортивный директор — Денисов Денис Валерьевич
- Директор по экономике и финансам — Шестернина Аннэльеза Викторовна
- Директор по спортивно-правовым вопросам — Береснева Елена Александровна
- Директор по развитию бизнеса — Герасимов Владимир Александрович
- Управляющий делами — Буданов Павел Иванович
- Почётный президент — Михайлов Борис Петрович
- Советник президента — Александров Дмитрий Валерьевич

### Тренеры
- Главный тренер — Никитин Игорь Валерьевич
- Старший тренер — Юшкевич Дмитрий Сергеевич
- Тренер вратарей — Давыдов Рашит Абдухакович
- Тренер — Александр Александрович Попов
- Тренер по физической подготовке — Пирожков Дмитрий Владимирович
- Тренер по функциональной подготовке — Брызгалов Владислав Владимирович

### Капитан
- Никита Нестеров

## Текущий состав
Согласно официальному сайту клуба
| №          | Игрок                | Страна            | Хват    | Дата рождения             | Рост    | Вес     |         |
| Вратари    | Вратари              | Вратари           | Вратари | Вратари                   | Вратари | Вратари | Вратари |
| ---------- | -------------------- | ----------------- | ------- | ------------------------- | ------- | ------- | ------- |
| 33         | Дмитрий Гамзин       | Россия            | Левый   | 8 апреля 2003 (22 года)   | 191     | 79      |         |
| Защитники  |                      |                   |         |                           |         |         |         |
| 5          | Дмитрий Саморуков    | Россия            | Левый   | 16 июня 1999 (26 лет)     | 191     | 89      |         |
| 6          | Михаил Гордеев       | Россия            | Левый   | 5 января 2000 (25 лет)    | 196     | 99      |         |
| 18         | Николай Макаров      | Россия            | Левый   | 12 января 2003 (22 года)  | 186     | 88      |         |
| 23         | Колби Уильямс        | Канада            | Правый  | 26 января 1995 (30 лет)   | 183     | 88      |         |
| 32         | Иван Рогов           | Россия            | Левый   | 30 апреля 1991 (34 года)  | 181     | 82      |         |
| 42         | Роман Калиниченко    | Россия            | Левый   | 6 июля 2000 (25 лет)      | 190     | 90      |         |
| 45         | Владислав Провольнев | Россия            | Правый  | 3 апреля 1995 (30 лет)    | 191     | 88      |         |
| 55         | Никита Охотюк        | Россия            | Левый   | 4 декабря 2000 (24 года)  | 185     | 88      |         |
| 72         | Егор Брютов          | Россия            | Левый   | 11 июля 2001 (24 года)    | 186     | 97      |         |
| 76         | Матвей Шуравин       | Россия            | Левый   | 22 марта 2006 (19 лет)    | 189     | 78      |         |
| 80         | Артём Барабоша       | Россия            | Правый  | 18 марта 2004 (21 год)    | 189     | 90      |         |
| 89         | Никита Нестеров      | Россия            | Левый   | 28 марта 1993 (32 года)   | 181     | 90      |         |
| Нападающие |                      |                   |         |                           |         |         |         |
| 11         | Виталий Абрамов      | Россия            | Левый   | 8 мая 1998 (27 лет)       | 178     | 82      |         |
| 13         | Прохор Полтапов      | Россия            | Левый   | 1 февраля 2003 (22 года)  | 182     | 80      |         |
| 15         | Павел Карнаухов      | Россия · Беларусь | Левый   | 15 марта 1997 (28 лет)    | 190     | 95      |         |
| 19         | Иван Дроздов         | Беларусь          | Левый   | 15 ноября 1999 (25 лет)   | 180     | 77      |         |
| 22         | Егор Соловьёв        | Россия            | Правый  | 17 июля 2005 (20 лет)     | 183     | 90      |         |
| 23         | Данила Хулапов       | Россия            | Левый   | 30 января 2001 (24 года)  | 183     | 67      |         |
| 26         | Кирилл Долженков     | Россия            | Левый   | 20 апреля 2004 (21 год)   | 198     | 101     |         |
| 27         | Максим Соркин        | Россия            | Левый   | 19 апреля 2000 (25 лет)   | 184     | 85      |         |
| 34         | Денис Гурьянов       | Россия            | Левый   | 7 июля 1997 (28 лет)      | 191     | 91      |         |
| 47         | Сергей Шамурин       | Россия            | Левый   | 16 мая 2002 (23 года)     | 180     | 80      |         |
| 58         | Егор Фатеев          | Россия            | Левый   | 3 ноября 1997 (27 лет)    | 189     | 87      |         |
| 63         | Тахир Мингачёв       | Россия            | Левый   | 31 июля 2001 (24 года)    | 185     | 75      |         |
| 69         | Олег Майстренко      | Россия            | Правый  | 6 января 2005 (20 лет)    | 185     | 86      |         |
| 70         | Иван Янченко         | Россия            | Левый   | 27 февраля 2004 (21 год)  | 186     | 89      |         |
| 79         | Василий Дронык       | Россия            | Правый  | 23 июня 2003 (22 года)    | 195     | 95      |         |
| 86         | Максим Кирилейченко  | Россия            | Правый  | 18 декабря 2002 (22 года) | 185     | 80      |         |
| 93         | Никита Рожков        | Россия            | Левый   | 18 февраля 2000 (25 лет)  | 176     | 81      |         |
| 94         | Владислав Каменев    | Россия            | Левый   | 12 августа 1996 (29 лет)  | 189     | 89      |         |
| 95         | Матвей Васин         | Россия            | Левый   | 27 июля 2003 (22 года)    | 184     | 86      |         |
| —          | Даниэл Спронг        | Нидерланды        | Правый  | 17 марта 1997 (28 лет)    | 183     | 82      |         |

Индивидуальные рекорды
- Наибольшее количество очков за сезон: Сергей Макаров (+79 в сезоне 1980-81)
- Наибольшее количество заброшенных шайб за сезон: Вениамин Александров (53 в сезоне 1962—63)

## Игроки, выбранные на драфте юниоров КХЛ
2009
- Михаил Пашнин (1-й общий)
- Юрий Шереметьев (33-й общий)
- Александр Федосеев (74-й общий)

2010
- Артём Сергеев (31-й общий)
- Якоб Силверберг (46-й общий)
- Леонид Беленький (57-й общий)
- Никита Кучеров (60-й общий)
- Егор Оселедец (96-й общий)
- Михаил Науменков (97-й общий)
- Игорь Фефелов (124-й общий)
- Сами Айттокаллио (176-й общий)

2011
- Александр Тимирёв (3-й общий)
- Михаил Григоренко (8-й общий)
- Земгус Гиргенсонс (28-й общий)
- Адам Альмквист (33-й общий)
- Денис Камаев (88-й общий)
- Никита Лисов (105-й общий)

2012
- Никита Задоров (4-й общий)
- Владислав Бойко (6-й общий)
- Андрей Филоненко (18-й общий)
- Сергей Стеценко (20-й общий)
- Сергей Толчинский (28-й общий)
- Григорий Дикушин (35-й общий)
- Максим Мамин (44-й общий)
- Валентин Зыков (50-й общий)
- Кирилл Воробьёв (52-й общий)
- Александр Чаров (53-й общий)
- Георгий Маккаев (78-й общий)
- Данила Коо (79-й общий)
- Артём Прохоров (112-й общий)
- Виктор Захаров (142-й общий)

2013
- Максим Третьяк (12-й общий)
- Иван Николишин (29-й общий)
- Андрей Кузьменко (45-й общий)
- Алексей Слепцов (57-й общий)
- Илья Зиновьев (58-й общий)
- Егор Огиенко (77-й общий)
- Иван Силаев (79-й общий)
- Андрей Светлаков (80-й общий)
- Евгений Воронков (111-й общий)
- Кирилл Ковалевский (158-й общий)

2014
- Павел Подлубошнов (3-й общий, защита от Динамо)
- Иван Каштанов (5-й общий, защита от Динамо)
- Денис Мальгин (12-й общий)
- Егор Бабенко (19-й общий)
- Семён Крашенинников (24-й общий)
- Михаил Бякин (44-й общий, защита от Автомобилиста)
- Александр Самойлов (54-й общий)
- Александр Гомоляко (116-й общий)
- Филип Сухи (146-й общий)
- Артём Садретдинов (155-й общий)
- Семён Луговяк (190-й общий)

2015
- Максим Чувилов (27-й общий)
- Алексей Герич (28-й общий)
- Алексей Кузьмин (55-й общий)
- Владимир Заболотский (57-й общий)
- Андрей Алексеев (79-й общий)
- Адам Мовсаров (106-й общий)
- Робин Ковач (133-й общий)

2016
- Егор Филин (4-й общий)
- Матей Странски (28-й общий)
- Лукас Валльмарк (60-й общий)
- Макар Хабаров (64-й общий)
- Иван Петраков (90-й общий)
- Йеспер Братт (119-й общий)
- Роберт Лейно (148-й общий)

## Тройной золотой клуб
В составе Тройного золотого клуба есть ряд игроков ЦСКА, которые выигрывали Кубок Стэнли в НХЛ, становились чемпионами мира и побеждали на Олимпийских играх. Игорь Ларионов и Вячеслав Фетисов также ещё являются обладателями Кубка Канады 1981.
- Валерий Каменский
- Алексей Гусаров
- Вячеслав Фетисов
- Игорь Ларионов
- Александр Могильный
- Владимир Малахов
- Павел Дацюк

## Именные стяги игроков и тренеров в ЛДС ЦСКА
Традиции поднятия под своды ледовых арен именных стягов известных игроков и тренеров в отечественном хоккее не существовало. Лишь в 1993 году ЦСКА стал первым клубом, где имена великих игроков стали увековечивать путём вывешивания именных стягов. Эту традицию в ЦСКА привнесли менеджеры питтсбургских «Пингвинов», работавшие в армейском клубе в рамках проекта «ЦСКА — Русские Пингвины».
История со стягами в ЦСКА разделяется на три периода. В 1993—2003 годах в ЦСКА находились стяги 11 хоккеистов. Все майки были выполнены в одном стиле и цвете (синем). После объединения двух команд старые стяги провисели в ЛДС ЦСКА в сезоне 2002—2003, после чего их сняли. В 2003 году в ЦСКА вновь стали поднимать стяги великих игроков и тренеров. В течение 2003—2011 годов был поднят 43 стяг, в том числе повторно 11 стягов «первого призыва». В 2013 году вместо маек, подвешенных под крышей арены, в ЦСКА вывесили именные вымпелы, закреплённые на балконах под ложами. В течение 2013—2015 годов были вывешены 9 вымпелов.
На сегодняшний день в ЦСКА размещены 55 вымпелов.
- Именные стяги, вывешенные в 1993—2003 гг.
- № 2 Сологубов, Николай Михайлович — 7 ноября 1993 года
- № 3 Трегубов, Иван Сергеевич — 7 ноября 1993 года
- № 8 Александров, Вениамин Вениаминович — 7 ноября 1993 года
- № 9 Бобров, Всеволод Михайлович — 7 ноября 1993 года[32]
- № 9 Альметов, Александр Давлетович — 7 ноября 1993 года
- № 17 Харламов, Валерий Борисович — 7 ноября 1993 года
- № 20 Третьяк, Владислав Александрович — 4 декабря 1993 года
- № 4 Кузькин, Виктор Григорьевич — 16 января 1994 года
- № 5 Рагулин, Александр Павлович — 16 января 1994 года
- № 11 Фирсов, Анатолий Васильевич — 14 октября 1995 года
- № 2 Фетисов, Вячеслав Александрович — 16 августа 2001 года

Именные стяги, вывешенные с 2003 года
Игроки:
- № 1 Мкртычан, Григорий Мкртычевич
- № 2 Зайцев, Олег Алексеевич
- № 2 Гусев, Александр Владимирович
- № 2 Фетисов, Вячеслав Александрович
- № 2 Виноградов, Александр Николаевич
- № 3 Лутченко, Владимир Яковлевич
- № 3 Трегубов, Иван Сергеевич
- № 4 Уколов, Дмитрий Матвеевич
- № 5 Сидоренков, Генрих Иванович
- № 7 Локтев, Константин Борисович
- № 8 Александров, Вениамин Вениаминович
- № 9 Блинов, Юрий Иванович
- № 11 Фирсов, Анатолий Васильевич
- № 13 Пантюхов, Юрий Борисович
- № 18 Волков, Леонид Иванович
- № 18 Викулов, Владимир Иванович
- № 22 Жлуктов, Виктор Васильевич
- № 20 Третьяк, Владислав Александрович — 2003 год
- № 17 Харламов, Валерий Борисович — 2003 год
- № 9 Бобров, Всеволод Михайлович — 2003 год
- № 3 Иванов, Эдуард Георгиевич — 2003 год
- № 2 Сологубов, Николай Михайлович — 2003 год
- № 8 Александров, Вениамин Вениаминович — 2003 год
- № 9 Альметов, Александр Давлетович — 2003 год
- № 5 Рагулин, Александр Павлович — 14 ноября 2003 года
- № 4 Кузькин, Виктор Григорьевич — 22 ноября 2003 года
- № 13 Ромишевский, Игорь Анатольевич — 23 января 2004 года
- № 7 Михайлов, Борис Петрович — 4 марта 2004 года
- № 10 Мишаков, Евгений Дмитриевич — 22 сентября 2004 года
- № 16 Петров, Владимир Владимирович — 15 октября 2004 года
- № 14 Ионов, Анатолий Семёнович — 20 января 2005 года.
- № 7 Бабич, Евгений Макарович — 2005 год
- № 20 Пучков, Николай Георгиевич — 2005 год[33][34]
- № 15 Моисеев, Юрий Иванович — 16 февраля 2005 год
- № 6 Цыганков, Геннадий Дмитриевич — 25 октября 2005 года
- № 12 Полупанов, Виктор Андреевич — 7 декабря 2005 года
- № 4 Бабинов, Сергей Пантелеймонович — 18 января 2006 года
- № 7 Касатонов, Алексей Викторович — 13 марта 2006 года
- № 9 Крутов, Владимир Евгеньевич — 2 ноября 2006 года[35]
- № 11 Дроздецкий, Николай Владимирович — 6 марта 2007 года
- № 15 Хомутов, Андрей Валентинович — 19 октября 2007 года
- № 24 Макаров, Сергей Михайлович — 29 октября 2008 года[36]
- № 3 Стариков, Сергей Викторович — 25 ноября 2008 года[37]
- № 8 Шувалов, Виктор Григорьевич — 25 декабря 2008 года[38]
- № 21 Стельнов, Игорь Анатольевич — 28 января 2011 года[39]
- № 13 Каменский, Валерий Викторович — 25 октября 2013 года[40]
- № 23 Васильев, Михаил Александрович — 6 декабря 2013 года[41]
- № 11 Александров, Борис Викторович — 11 сентября 2014 года[42]
- № 12 Герасимов, Александр Петрович — 23 сентября 2014 года
- № 4 Кравчук, Игорь Александрович — 16 ноября 2014 года[43]
- № 26 Коваленко, Андрей Николаевич — 3 февраля 2014 года[44]
- № 67 Давыдов, Евгений Витальевич — 6 сентября 2015 года[45]
- № 10 Буре, Павел Владимирович — 28 октября 2015 года[46][47]
- № 14 Могильный, Александр Геннадьевич — 26 ноября 2015 года[48]
- № 18 Фёдоров, Сергей Викторович — 19 декабря 2024 года[49]

Тренеры:
- Тарасов, Анатолий Владимирович — 10 декабря 2003 года
- Тихонов, Виктор Васильевич — 7 сентября 2005 года

## Номера, выведенные из обращения
- № 2 — Вячеслав Фетисов[50]
- № 17 — Валерий Харламов [51].
- № 20 — Владислав Третьяк, в сезонах 2013/2014 — 2015/2016 под № 20 было разрешено играть внуку Владислава Третьяка, Максиму Третьяку[52]
- № 24 — Сергей Макаров [53][54]